# Irina Turowa (szachistka)
Irina Iosifowna Turowa, ros. Ирина Иосифовна Турова (z domu Sławina, Славина; ur. 10 sierpnia 1979) – rosyjska szachistka, arcymistrzyni od 2001 roku, posiadaczka męskiego tytułu mistrza międzynarodowego.

## Kariera szachowa
Wielokrotnie reprezentowała Rosję na mistrzostwach świata i Europy juniorek, największy sukces odnosząc w 1997 w Tallinnie, gdzie zdobyła tytuł wicemistrzyni Europy do 18 lat. W roku 2000 zwyciężyła (wspólnie z Jekatieriną Połownikową) w kołowym turnieju w Petersburgu oraz podzieliła II-VI m. (za Jekatieriną Kowalewską, wspólnie z Aleksandrą Kostieniuk, Juliją Galaniną, Jekatieriną Korbut i Jeleną Zajac) w finale mistrzostw Rosji. W 2003 odniosła największy sukces w karierze, zdobywając w Eliście tytuł mistrzyni kraju, natomiast w 2004 zajęła VI m. w rozegranych w Dreźnie mistrzostwach Europy. W 2004 i 2006 dwukrotnie uczestniczyła w pucharowych turniejach o mistrzostwo świata, w obu przypadkach przegrywając swoje pojedynki w I rundach (odpowiednio z Maią Lomineiszwili i Lelą Dżawachiszwili). W 2008 samodzielnie zwyciężyła w Salechardzie.
Najwyższy wynik rankingowy w dotychczasowej karierze osiągnęła 1 maja 2011; mając 2442 punktów, zajmowała wówczas 46. miejsce na światowej liście FIDE, jednocześnie zajmując 7. miejsce wśród rosyjskich szachistek.

## Życie prywatne
Mężem Iriny Turowej jest rosyjski arcymistrz Maksim Turow.